# لاک‌پشتان برکه‌ای
لاک‌پشتان برکه‌ای یا لاک‌پشت‌های آب شیرین یا برکه‌زیان (نام علمی: Emydidae) نام یک تیره از زیرراسته نهان‌گردن‌سانیان است.